# Chloromelas brunneipicta
Chloromelas brunneipicta är en tvåvingeart som beskrevs av James 1953. Chloromelas brunneipicta ingår i släktet Chloromelas och familjen vapenflugor. Inga underarter finns listade i Catalogue of Life.